# Euphorbia gatbergensis
Euphorbia gatbergensis är en törelväxtart som beskrevs av Nicholas Edward Brown. Euphorbia gatbergensis ingår i släktet törlar, och familjen törelväxter. Inga underarter finns listade i Catalogue of Life.